# Chiesa di San Michele Arcangelo (Novi di Modena)
La chiesa di San Michele Arcangelo è la parrocchiale di Novi di Modena, in provincia di Modena e diocesi di Carpi; fa parte della zona pastorale 5.

## Storia
La primitiva chiesa di Novi, dedicata allora a Santa Maria Maddalena, sorse probabilmente nel VI secolo, anche se la prima citazione che ne certifica l'esistenza risale appena al 980; la pieve novese, allora compresa nella diocesi di Reggio nell'Emilia, venne nuovamente menzionata nel 1070.
La chiesa forse subì dei danni a causa dell'evento sismico del 1117; probabilmente è in quel periodo che venne ridedicata a san Michele Arcangelo.
Da un inventario del 1439 si apprende quali erano i possedimenti della pieve e nel 1505 la cura delle anime venne affidata a fra Galasso Bernabei, che era il cappellano del signore di Carpi Alberto III Pio di Savoia; sempre all'inizio del XVI secolo le tre originali absidi vennero smantellate e sostituite da un'unica abside di forma quadrangolare.
Nel 1563 la chiesa fu descritta dall'allora parroco don Alberto Grillenzoni come cadente. Solo nel 1639 la curia vescovile di Reggio Emilia concesse l'autorizzazione a ricostruire la pieve, i cui lavori di rifacimento vennero ultimati nel 1652; nel 1658 fu eretto il campanile.
Verso la fine del XVIII secolo venne realizzata la facciata, disegnata da Giovanni Costa.
Nel 1813 vennero posti in essere gli altari e tra il 1888 e il 1889 furono ingrandite le cappelle laterali.

## Descrizione
La facciata della chiesa, che è a salienti, è caratterizzata da alcune paraste, è coronata dal timpano e su di essa su aprono i tre portali d'ingresso.
L'interno è suddiviso in tre navate; opere di pregio qui conservate sono l'altre maggiore, risalente alla fine del XVIII secolo, la pala del Martirio di San Sebastiano, il bassorilievo raffigurante Gesù e i Quattro Evangelisti, realizzato nel XII secolo, l'icona avente come soggetto la Madonna del Rosario, che è del XIX secolo, il settecentesco altare del Crocifisso, l'organo, costruiti dalla ditta Serassi neo 1851 ed installato nella chiesa nel 1923, e le pale ritraenti San Sebastiano, San Michele, Sant'Antonio, San Francesco e San Luigi.